# エディス・ピーチー＝フィプソン

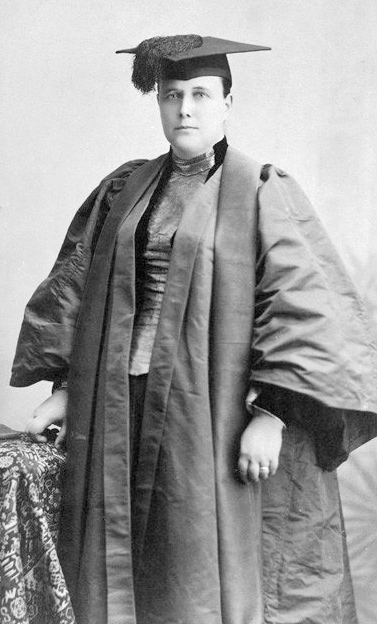
Edith Pechey-Phipson

エディス・ピーチー＝フィプソン（Edith Pechey-Phipson、1845年10月7日 - 1908年4月14日）は、イギリスにおける最初の女医の一人であり、女性運動家である。インドで20年以上、女性の病院の医師として働き、インド社会の生活改良に尽力した。
エディンバラ大学で学んだバプテスト教会のミニスター（奉仕者）の父と、弁護士の娘でギリシャ語を学んだ母との間に、エセックス州のランガムに生まれた。父親から教育を受け、ガヴァネス、教師として働いた後、ソフィア・ジェクス＝ブレークの誘いに応じて、エディンバラ大学の最初7人の女子医学生、「エディンバラ・セブン」の1人となった。
1870年に優秀な成績で入学試験に合格し、化学では初年度の学生として、成績優秀で奨学金を受ける権利をえたが女子学生は別クラスで教えられているという理由で奨学金は男子生徒に与えられた。ピーチーの抗議は大学の事務局に拒絶された。1873年に結局、エディンバラ大学は女子学生に学位を出さないことになった。ピーチーはアイルランド医学校に試験を受けさせることを依頼する手紙を書いた。医師の資格はなかったが、バーミンガムとミッドランド婦人病院で働き、熱心に医術を学んだ。スイスのベルン大学の試験を受け、1877年1月の終わりにドイツの医師試験に合格した。その時点でアイルランドの大学は女性の医師免許を認めることになったので、5月にダブリンで受験し合格した。
その後6年間、リーズで医業につき、女性の健康教育を行った。国際医療会議（International Medical Congress）が女性の参加を認めなかったのでイギリス女医連盟を設立し、1882年に会長となった。1883年に、イギリスの女性医師のパイオニアであるエリザベス・ギャレット＝アンダースンの勧めにより、インドのボンベイ（ムンバイ）の病院で働くことに決めた。1883年の終わりにインドに赴任するとヒンディー語を学んだ。Cama Hospitalで働くとともに、Jaffer Sullemanの婦人診療所でも働いた。数年後にはCama Hospitalで看護婦の訓練を始めた。医療従事者に男女の同一賃金を確立し、男性が優遇される社会を改革しようとした。インドにおける幼い子供の結婚に反対し、女性のための教育と訓練の講義を行い、アレクサンドラ女子教育研究所に携わった。ボンベイ大学の理事会や王立アジア協会のメンバーも務めた。
インドに着いてすぐ、ワイン商で博物学者、社会運動家のムスグレーブ・フィプソン（Musgrave Phipson）と出会い、1889年に結婚した。5年後に病気で、病院の仕事から退き、ボンベイの上流階級の人々の個人医を続けた。1896年、インドでペストが流行した時、公衆衛生対策に働き、ペストの流行に続く、コレラの発生防止に有効な対策を果たした。
1905年に夫妻はイギリスに戻った。彼女はすぐに参政権運動に関与し、1906年にコペンハーゲンでの国際婦人参政権同盟会議でリーズの参政権者の代表を務めた。1907年に女性参政権協会全国連合主催のデモの先頭に立ったが、病気に倒れ、乳がんの治療を必要となった。彼女を手術したのは、エディンバラ大学でともに学んだイザベル・ソーンの娘だった。
1908年にケント州フォークストンの自宅で没した。彼女の夫は1948年にロンドン女子医学学校にエディスの名前の奨学基金を設けた。インドでは、彼女の名前はマハーラーシュトラ州ナーシクの女性と子供のためのサナトリウムの名前に命名された。